# Rabban Bar Sauma
Rabban Bar Sauma (Bar Ṣaumā, syr.: ܒܪ ܨܘܡܐ, * ca. 1220 in Peking; † Januar 1294 in Bagdad) war ein nestorianischer Mönch und Diplomat.
Bar Ṣaumā wurde in eine wohlhabende nestorianische Familie in Peking hineingeboren. Nach Gregorius Bar-Hebraeus war er uigurischer Abstammung, nach chinesischen Quellen gehörte er zum Turkvolk der Onguden. Einige Turkvölker hatten sich den Mongolen angeschlossen und waren Teil der Herrschaftsschicht der mongolischen Yuan-Dynastie in China. Mit 23 Jahren wurde er Mönch und errang Ansehen als Anachoret und Lehrer.
1275/76 trat er mit seinem Schüler Rabban Markos (1245–1317) mit Billigung von Kublai Khan eine Pilgerreise nach Jerusalem an. Aufgrund von Kämpfen in Syrien mussten sie die Reise in Armenien abbrechen. Sie begaben sich zum Katholikos-Patriarchen Mār Denḥā in Bagdad, der Markos zum Metropoliten von China ernannte. Nach dem Tod des Patriarchen 1281 wurde sein Schüler Markos zum Nachfolger gewählt. Er nahm den Amtsnamen Yahḇallāhā III. an (1281–1317). Bar Ṣaumā wurde Archidiakon und der Patriarch sandte ihn an den Hof des Ilkhans Abaqa. Als der Ilkhan Arghun eine Gesandtschaft nach Europa schicken wollte, um den Herrschern des Abendlandes ein Bündnis gegen die Mamluken anzubieten, empfahl ihm der Patriarch seinen alten Lehrer.

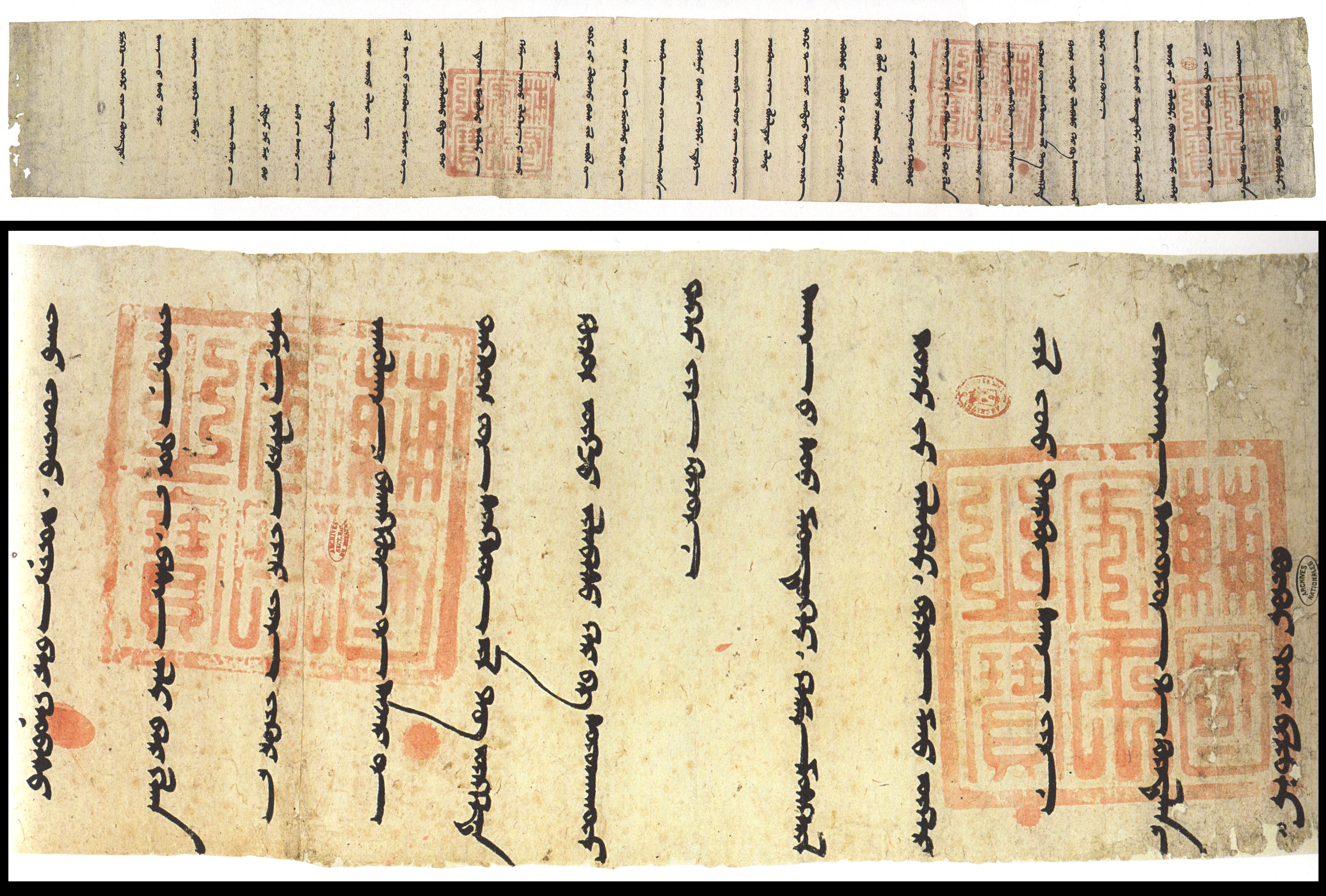
Schreiben des Ilkhans Arghun an Philipp den Schönen, in dem Bar Sauma erwähnt wird.

1287 reiste er erst nach Byzanz zum Kaiser Andronikos II. Palaiologos. In Rom war der Heilige Stuhl vakant, sodass die Untersuchung seiner Rechtgläubigkeit (erstrangig das Filioque) durch Kardinäle erfolgte, bevor er nach Westeuropa weiterreiste. In Paris verhandelte er im September 1287 mit König Philipp dem Schönen und in Bordeaux traf er mit dem englischen König Eduard I. zusammen. Am Palmsonntag 1288 empfing er die Kommunion vom neugewählten Papst Nikolaus IV. und die Erlaubnis, weiterhin Gottesdienst im Ostsyrischen Ritus zu feiern. Im Vatikan war man hocherfreut über seine Berichte über die weite Verbreitung des Christentums in Asien und dass mehrere Frauen der mongolischen Herrscher Christinnen waren. Sein Bemühen um ein Bündnis mit christlichen Herrschern war allerdings nicht erfolgreich. Die Eroberung Akkos durch die Mamluken 1291 beendete das Zeitalter der Kreuzzüge.
Nach seiner Rückkehr ließ er sich in der Residenz der Ilkhane in Maragha nieder und erbaute eine Kirche.
Bar Ṣaumās Reise ist nicht so bekannt wie die etwa zeitgleichen Reisen Marco Polos in umgekehrter Richtung. Sein ausführlicher syrischer Reisebericht, vielleicht abgefasst vom Katholikos Timotheos II. nach Bar Saumās Notizen auf Persisch, ist die einzige nicht-europäische Quelle über Europa im Endstadium der Kreuzzüge.